# Dead Infection
Dead Infection est un groupe polonais de goregrind, originaire de Białystok, Podlachie, actif entre 1988 et 1999, puis 2002 et 2020. Le groupe est considéré par la presse spécialisée comme iconique et très influent dans la scène grindcore et goregrind moderne.

## Histoire
Le groupe est formé en 1990 sous le nom de Front Terror. Peu après, le nom est changé en Dead Infection. Le groupe britannique Carcass est particulièrement influent dans l'orientation de la musique. Après deux démos, le groupe obtient un contrat d'enregistrement avec le label allemand Morbid Records. L'album A Chapter of Accidents, sorti en 1995, traite des causes macabres et grotesques, mais réelles, de la mort. C'est sur cet album que participe Jaroslaw pour la première fois. Grâce à l'utilisation d'un pitchshifter, sa voix semble plus déformée, plus profonde et plus monstrueuse. En automne 1996, ils partent en tournée avec Haemorrhage (Espagne) et C.S.S.O. (Japon) pour la tournée Grind Over Europe, qui dure plusieurs années depuis. S'ensuit une longue période de calme autour de Jaro et compagnie.
Dead Infection se sépare en 1999, se reforme en 2003 et est sous contrat avec le label Obliteration Records. L'album Brain Corrosion, sorti en 2006, n'a pas de succès commercial et Jaro quitte donc le groupe. Les membres du groupe, Tocha et Jaro,forment le groupe gore Coffee Grinders pendant la longue période de silence du quatuor, entre A Chapter of Accidents et Brain Corrosion, qui accorde plus d'importance à la conception humoristique des chansons et à l'autodérision. Après le départ de Jaro, aucun successeur adéquat n'est trouvé et il est convenu que les guitaristes prendraient le chant à tour de rôle. Le groupe se sépare de nouveau en 2020 pendant la pandémie de Covid-19.

## Discographie
- 1991 : World Full of Remains (démo)
- 1992 : Start Human Slaughter (démo)
- 1993 : Surgical Disembowelment (CD/LP)
- 1994 : Party's Over (split avec Blood)
- 1995 : A Chapter of Accidents (CD)
- 1997 : Human Slaughter.. till Remains
- 1998 : The Greatest Shits (EP)
- 1998 : Poppy-Seed Cake (split avec Clotted Symmetric Sexual Organ)
- 1998 : No Pate, No Mind (split avec [alignant Tumour)
- 2004 : Brain Corrosion (CD)
- 2008 : Corpses of the Universe (EP)[3]site=teethofthedivine.com|c
- 2009 : Heartburn Result (split avec Regurgitate)
- 2009 : Furniture Obsession (split avec Haemorrhage)
- 2014 : Looking for Victims (split avec Parricide)